# Hořčík jestřábníkovitý

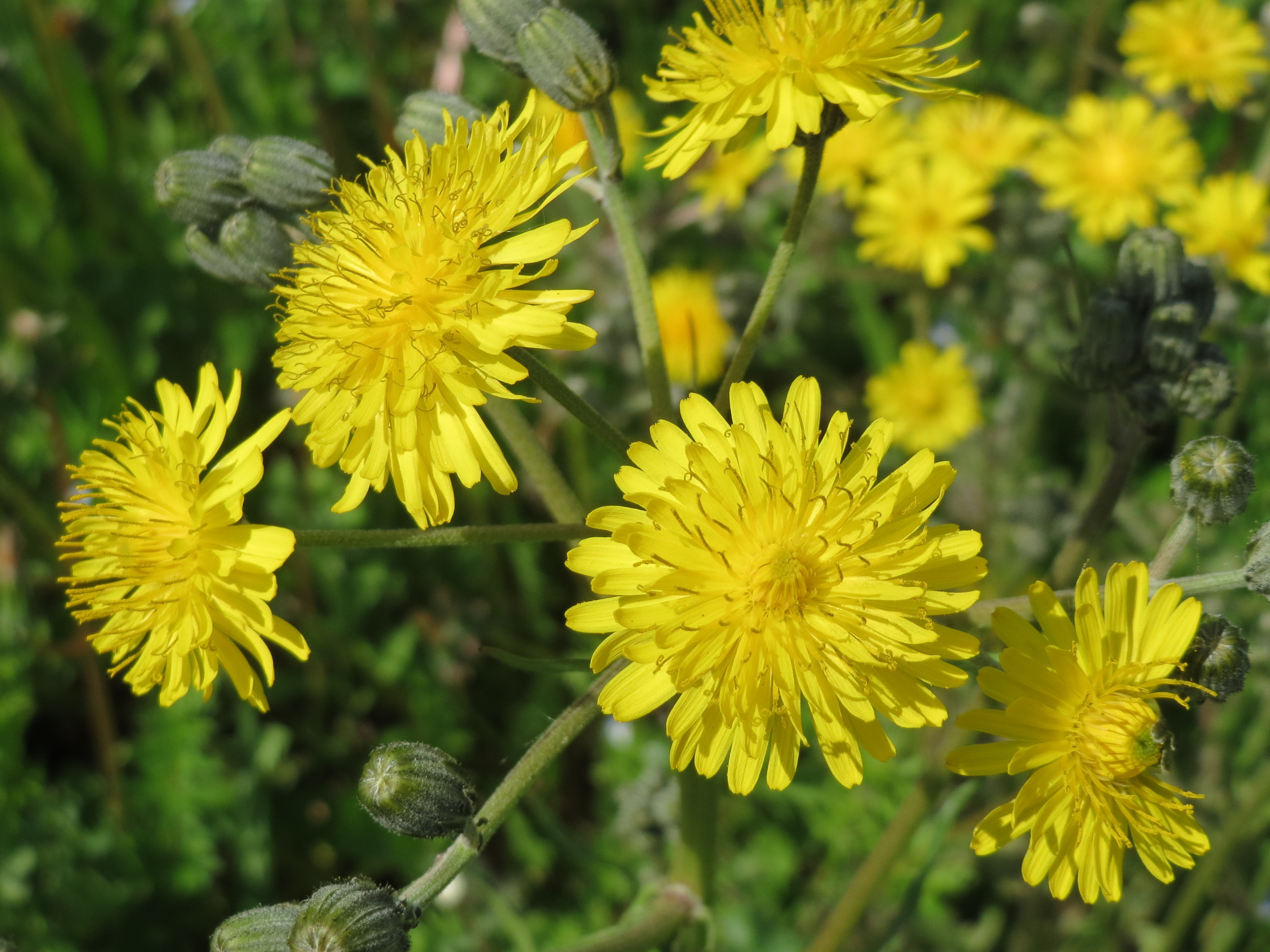
Rozkvetlé úbory

Hořčík jestřábníkovitý (Picris hieracioides) je středně vysoká, obvykle dvouletá, planě rostoucí rostlina kvetoucí v letních měsících zlatožlutými květy v asi 2 cm úborech. Je původním druhem české květeny a jediným druhem rodu hořčík vyskytujícím se v české krajině.

## Rozšíření
Původní areál druhu je velmi široký, obsahuje téměř celou Evropu (vyjma severních částí), s těžištěm ve středozemí. Mimo Evropu zahrnuje také Kavkaz, západní Sibiř, jihozápadní Asii, Střední Asii, sever a západ Číny a indický subkontinent. Druhotně byl zavlečen do Severní Ameriky, jižní Afriky, Austrálie i na Nový Zéland.
V České republice roste hlavně v teplejších oblastech, kde je hojný zejména v termofytiku a výhřevných místech mezofytika. V chladnějších oblastech se objevuje pouze roztroušeně a ve vyšších polohách je jeho výskyt často sekundárního, přechodného charakteru. Hojně se šíří podél železničních tratí, v současnosti je shledáván v jižních a západních Čechách, kde se v minulosti nikdy nevyskytoval.

## Ekologie
Ekologicky plastický druh preferující občasně vlhké louky, pastviny, meze polí, lesní lemy i světliny, suché a skalnaté svahy, místa podél cest, rumiště, navážky i ruderalizované plochy v obcích. Nejčastěji roste na živinami bohatých, zásaditých, suchých až přerušovaně vlhkých jílovitých půdách.
Rostlina vytvoří prvním rokem listovou růžici a po získání živin následným rokem vyroste z růžice květonosná lodyha. Špatně roste na zastíněných místech, tam přežívá i po několik let ve formě listové růžice a netvoří lodyhu s květy. Je hemikryptofyt kvetoucí od července do začátku října. Ploidie druhu je 2n = 10.

## Popis
Dvouletá, někdy krátce vytrvalá bylina s přímou, jednoduchou nebo větvenou lodyhou vysokou 60 až 90 cm. Vyrůstá z vřetenovitého kořene s větvenou hlavou a dlouhými, postranními kořeny. Lodyha je zelená nebo fialově naběhlá a podélně rýhovaná, štětinatě chlupatá a u vrcholu mívá háčkovité a kotvičkovité chlupy. Listy s řapíky vyrůstají v přízemní růžici a listy přisedlé střídavě na lodyze. Mají úzce kopinatou čepel dlouhou 7 až 11 cm a širokou 2 až 3 cm, po obvodě celistvou nebo oddáleně vykrajovanou, zelenou až nafialovělou, oboustranně štětinatě chlupatou a někdy porostlou háčkovitými chlupy.
Sytě žluté květy vyrůstají v asi 2 cm velkých úborech, které vytvářejí květenství mnohoramenný vrcholík. Úbory se 30 až 50 květy se rozvíjejí v časných ranních hodinách a před deštěm zavírají. Květy jsou oboupohlavné, s redukovaným kalichem a se žlutou, srostlou jazykovitou korunou obsahující pět tyčinek a bliznu s dlouhými laloky. Okrajové květy mají korunu prodlouženou v plochou, na vrcholu pětizubou ligulu, jenž má na svrchní straně žloutkově žlutou barvu a na spodní hnědočervený pruh. Zákrov je víceřadý, před rozkvětem válcovitý a později baňkovitý, řídce štětinatý a přitiskle hvězdovitě chlupatý. Jeho kratší vnější listeny jsou přímo odstálé a obloukovitě vzhůru prohnuté, delší vnitřní jsou hrubé a hustě chlupaté. Květy obvykle opyluje létající hmyz, někdy ale vznikají semena též apomikticky.
Plod je vřetenovitá, vrásčitá, mírně prohnutá nažka asi 4 mm dlouhá, hnědě zbarvená a vybavená rozvětveným dvouřadým chmýrem. Rostlina se rozmnožuje nažkami, které na kratší vzdálenosti roznáší vítr a na dlouhé vzdálenosti se stávají nevyžádanou přísadou převážených zemědělských produktů.

## Taxonomie
Hořčík jestřábníkovitý je variabilní rostlinou a v jeho rozlehlém areálu bývá uznáváno více poddruhů lišících se velikosti úborů a délkou jejích stopek, tvarem listů, zákrovními listeny, délkou i hustotou chlupů. V české přírodě roste pouze nominátní poddruh.
- Picris hieracioides subsp. hieracioides
- Picris hieracioides subsp. grandiflora (Ten.) Arcang.
- Picris hieracioides subsp. kamtschatica (Ledeb.) Hultén
- Picris hieracioides subsp. longifolia (Boiss. & Reut.) P.D.Sell
- Picris hieracioides subsp. rielii (Sennen) O.Bolòs & Vigo
- Picris hieracioides subsp. spinulosa (Guss.) Arcang.
- Picris hieracioides subsp. umbellata (Schrank) Ces.
- Picris hieracioides subsp. villarsii (Jord.) Nyman.[1][7]

## Možnost záměny
Hořčík jestřábníkovitý se od vzhledově podobných rostlin rodů škarda (Crepis) a jestřábník (Hieracium) nezaměnitelně odlišuje přítomností drsných háčkovitých a kotvičkovitých chlupů na lodyze a rozvětveným chmýrem nažek.

## Galerie

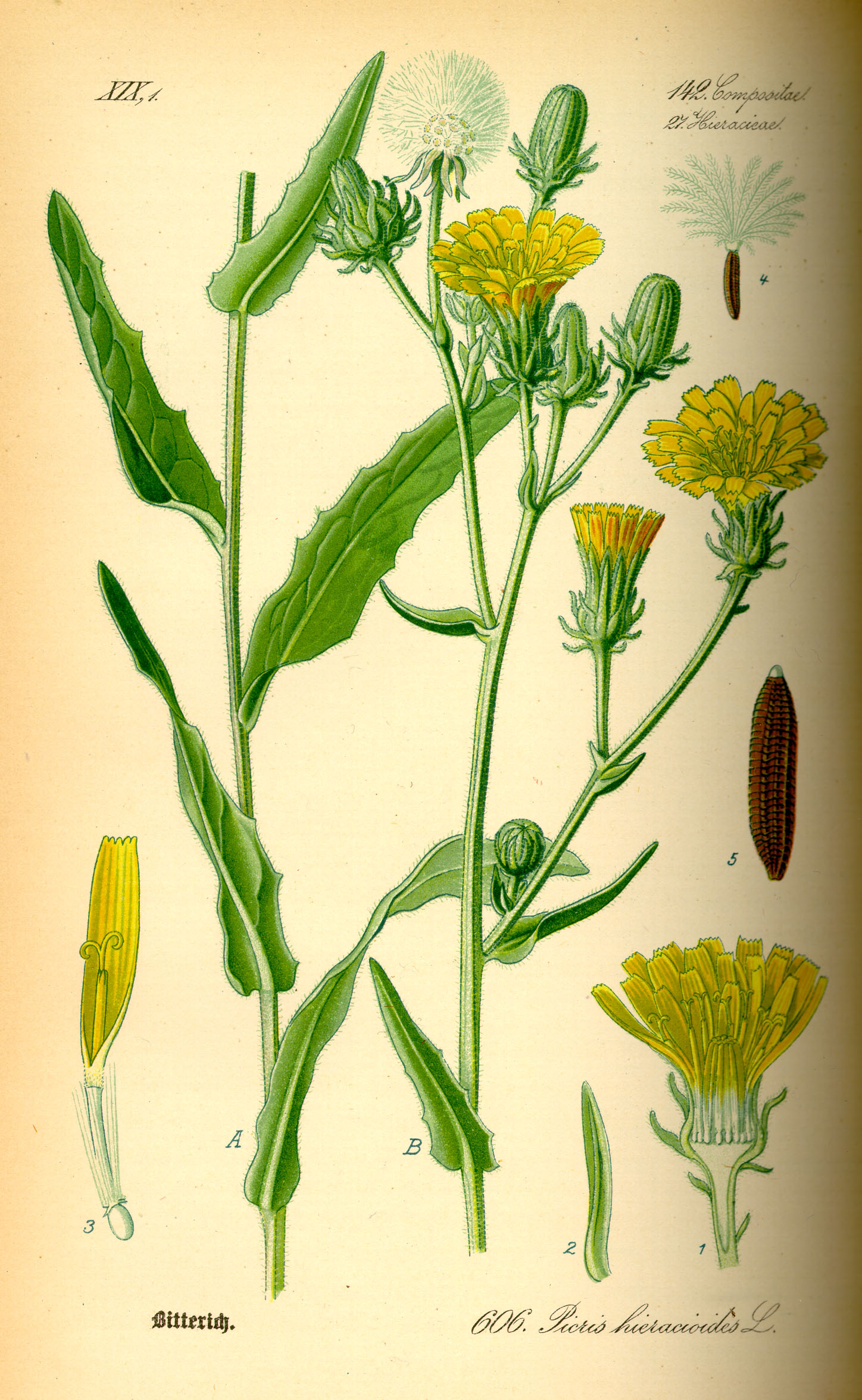
Zobrazení rostliny
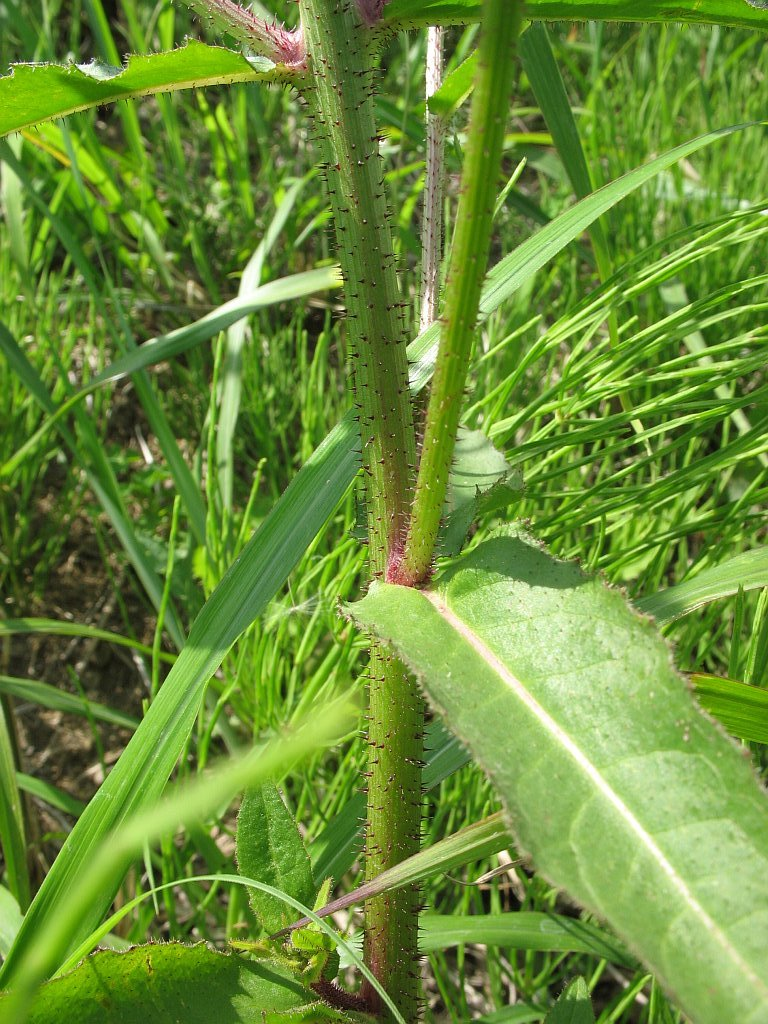
Lodyhy a list
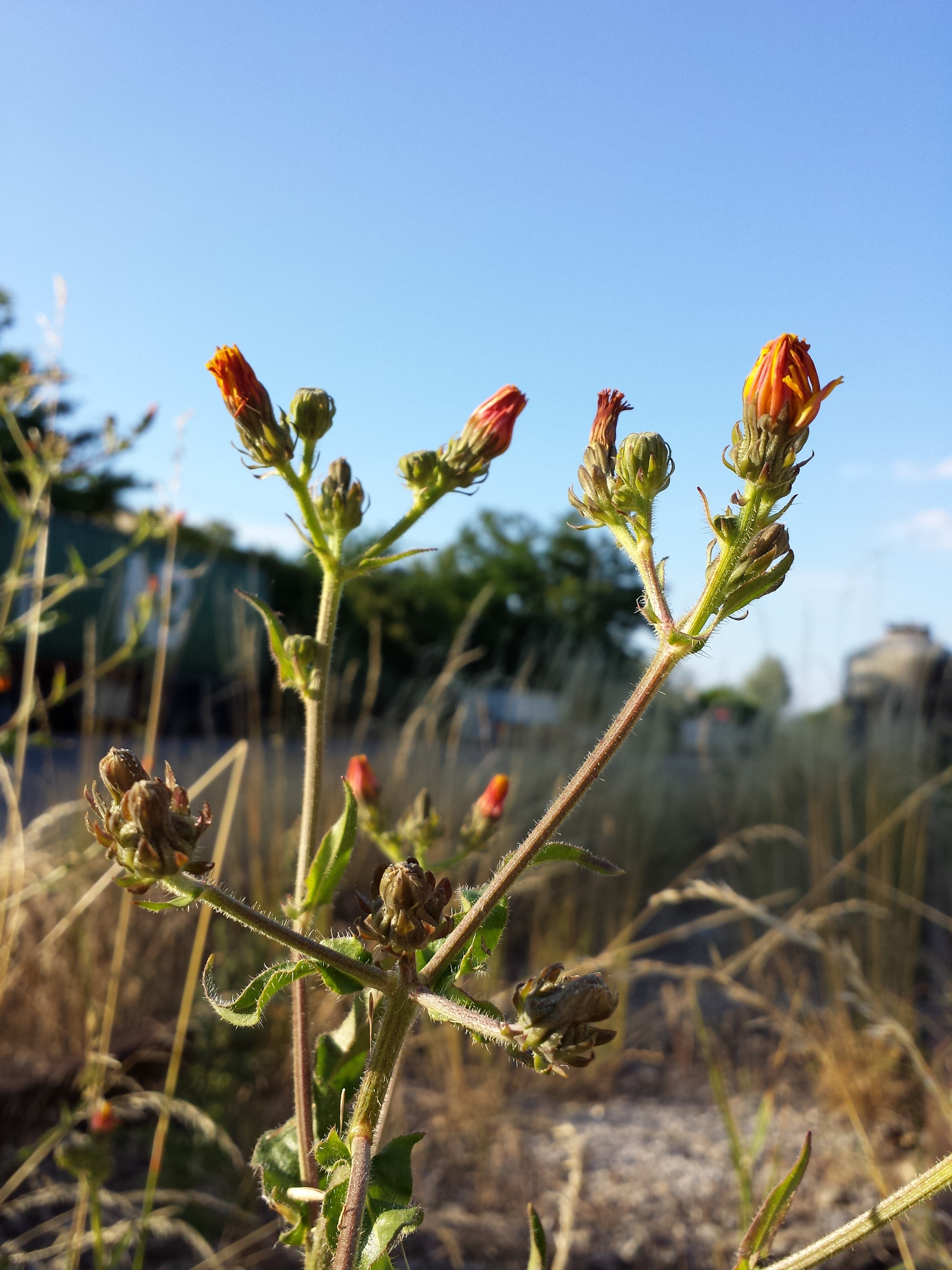
Úbory s odkvetlými květy
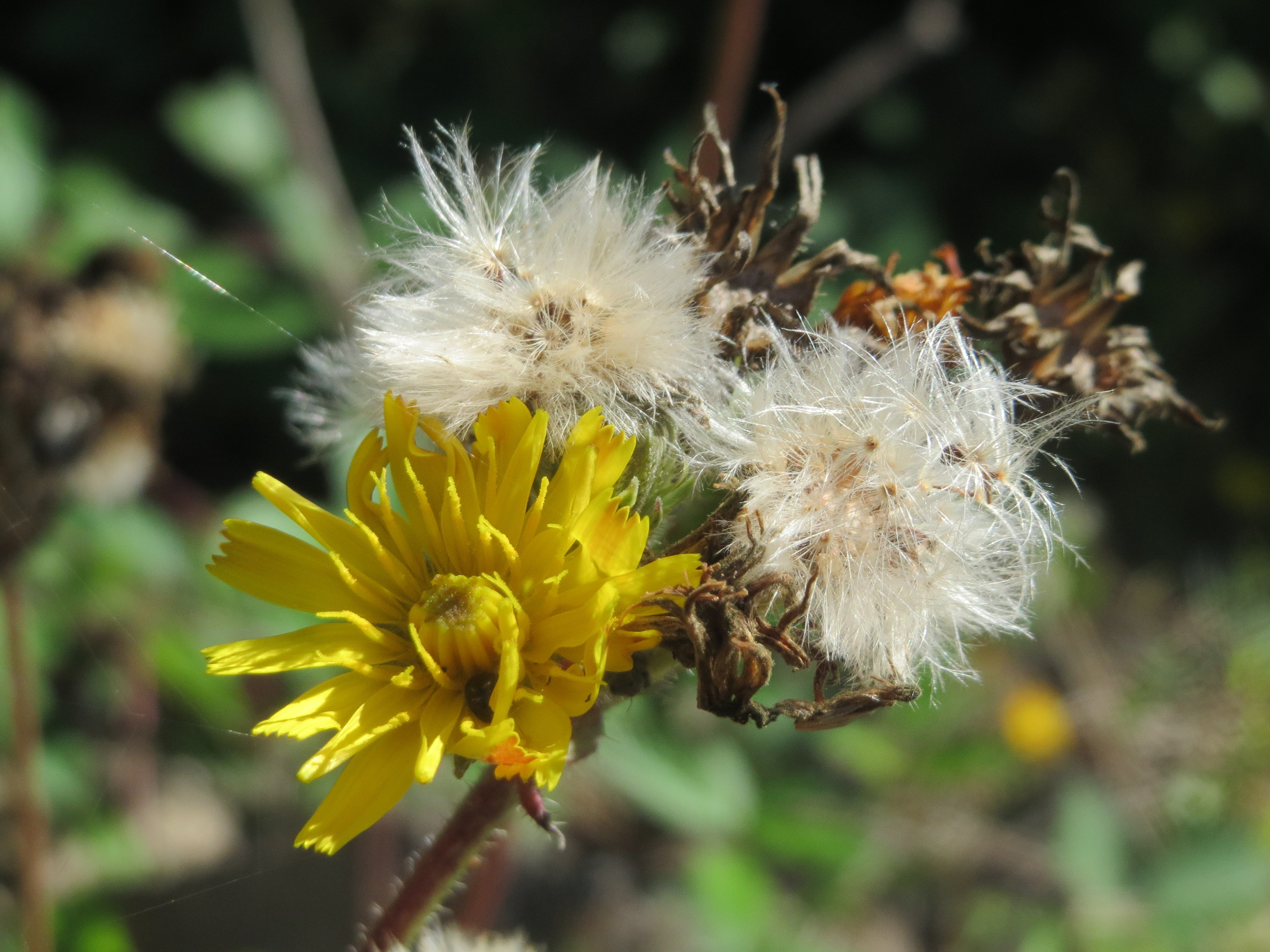
Ochmýřené nažky